# Światowa Konferencja Praw Człowieka w Wiedniu
Światowa Konferencja Praw Człowieka w Wiedniu (ang. World Conference on Human Rights) – konferencja Organizacji Narodów Zjednoczonych obradująca od 14 do 25 czerwca 1993 roku w Wiedniu. Dokument przyjęty przez uczestniczki i uczestników konferencji to Deklaracja wiedeńska i Program działania.
Głównym tematem konferencji był równy status kobiet i prawa kobiet. Stwierdzono, że

Prawa kobiet i dziewczynek stanowią niezbywalną, integralną i niepodzielną część powszechnych praw człowieka

Przemoc wobec kobiet została uznana za naruszenie praw człowieka. Wezwano także rządy państw i ONZ do zapewnienia kobietom równych praw oraz podjęcia działań na rzecz likwidacji przemocy wobec kobiet.
Wynikiem Konferencji było powołanie w pół roku później urzędu Wysokiego Komisarza Narodów Zjednoczonych do spraw Praw Człowieka. W 1999 Zgromadzenie Ogólne ONZ uchwaliło wnioskowany przez Konferencję Protokół do Konwencji w sprawie likwidacji wszelkich form dyskryminacji kobiet.